# Alopecosa kochi
Alopecosa kochi là một loài nhện trong họ Lycosidae.
Loài này thuộc chi Alopecosa. Alopecosa kochi được Eugen von Keyserling miêu tả năm 1877.